# Tinamú feréstec
El tinamú feréstec (Nothoprocta cinerascens) és una espècie d'ocell de la família dels tinàmids (Tinamidae) que viu als boscos, sabanes i terres de conreu de Bolívia, oest del Paraguai i nord de l'Argentina.